# Czułość użytkowa
Czułość odbiornika radiowego - czułością odbiornika radiowego nazywa się jego zdolność do odbioru możliwie słabych sygnałów o częstotliwości, na którą jest nastrojony odbiornik. Im mniejszy jest poziom sygnału w.cz. na wejściu odbiornika wystarczającego do jego wysterowania i otrzymania normalnej i niezniekształconej mocy na wyjściu, tym odbiornik jest czulszy.
Czułość odbiornika zależy głównie od wzmocnienia, szerokości przenoszonego pasma, poziomu 
szumów własnych i rodzaju detekcji sygnału, tj. rodzaju modulacji odbieranych sygnałów, oraz od układu detektora.
Na czułość odbiornika wpływa:
- zwiększenie wzmocnienia stopni poprzedzających detektor
- stosowanie na wejściu odbiornika stopni wzmacniających o możliwie małych szumach własnych
- zawężenie przenoszonego pasma